# Singakademie Potsdam
Die Singakademie Potsdam ist ein eingetragener Verein, dessen Wurzeln bis in das Jahr 1814 zurückreichen.  Sie sieht sich in ihrem konzeptionellen und künstlerischen Anliegen in der Tradition einer Vereinigung zur Pflege des Chorgesangs, wie sie erstmals 1791 von  Carl Friedrich Fasch als  Singe-Academie zu Berlin gegründet wurde. 

## Geschichte
Die Singakademie Potsdam entstand aus dem 1952 gegründeten Madrigalkreis des Städtischen Chores Potsdam. 1969 erhielt sie in Anerkennung der Leistungen den Titel „Singakademie der Stadt Potsdam“. Damit erweiterte sich das Spektrum der künstlerischen Arbeit in den folgenden Jahren erheblich. Seitdem liegt neben der chorsinfonischen Arbeit und der Pflege des A-cappella-Gesangs das besondere Augenmerk auf einer kontinuierlichen Kinder- und Jugendchorförderung. Dieser Verbund von Chören unterschiedlicher Altersgruppen macht bis heute die besondere Struktur der Singakademie aus. 
Im Jahr 1993 ging die Singakademie in freie Trägerschaft über – als Singakademie Potsdam e.V. Von 1957 bis 2002 war Horst Müller (1934–2020) künstlerischer Leiter. Ihm folgte bis Oktober 2010 Edgar Hykel (* 1964), damals Chordirektor am Staatstheater Nürnberg. Thomas Hennig (* 1964), Dirigent und Komponist, leitete die Singakademie bis Ende 2021. Im Januar 2022 übernahm Nils Jensen, Dirigent und Chorleiter, die Leitung der Singakademie Potsdam.
Die Singakademie Potsdam e.V. ist Mitglied des Verbandes Deutscher Konzertchöre.

## Chöre
- Sinfonischer Chor (Leitung: Nils Jensen, Korrepetitorin: Eva Baumann)
- Kinder- und Jugendchor (Leitung: Konstanze Lübeck, Korrepetition: Kyrill Blaschkov), gegründet 1970
- Spatzenchor (Leitung: Konstanze Lübeck, Korrepetition: Kyrill Blaschkov), gegründet 1975
- Jugendkammerchor (Leitung: Konstanze Lübeck, Korrepetition: Kyrill Blaschkov), gegründet 1976
- Claudius-Ensemble (Leitung: Thomas Nierlin), gegründet 2009